# 白炭

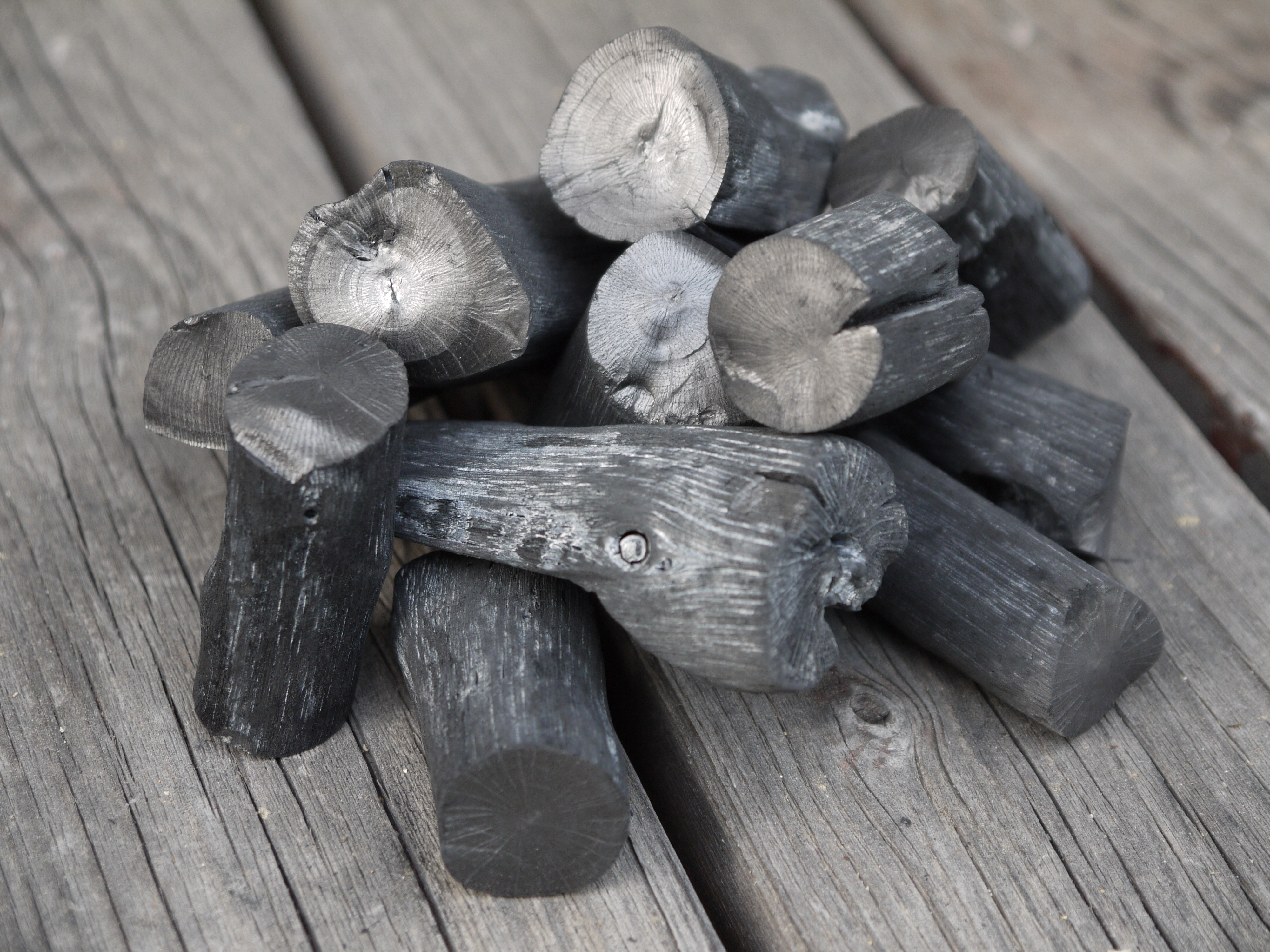
備長炭（ウバメガシ）

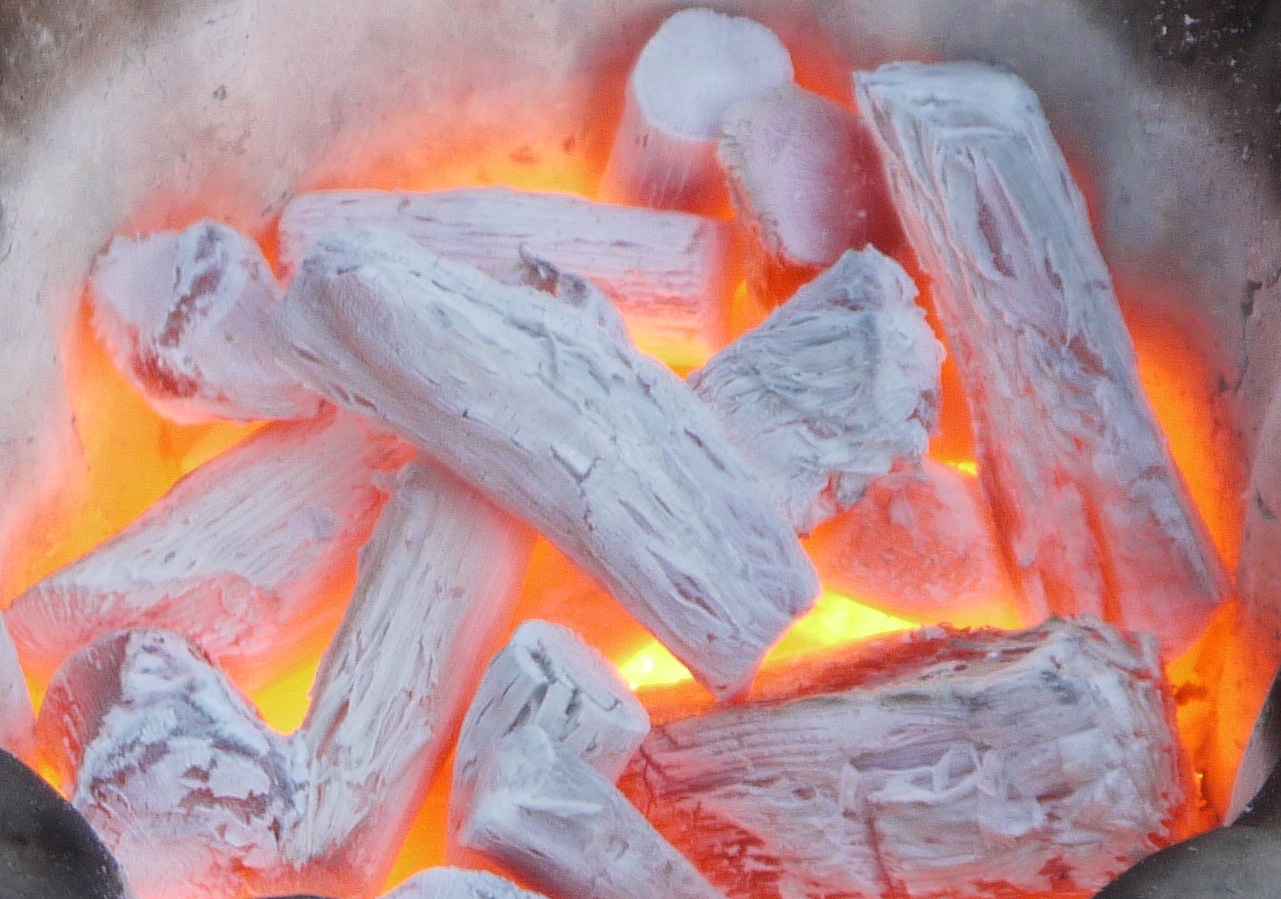
七輪で燃えている備長炭

白炭（はくたん、しろずみ、英: Hard charcoal）とは、木材を炭化させて作る木炭の一種。
高温で焼成し、最終段階で窯の外へ掻き出し素灰を掛け急冷・消火させて作るものを指す。主に備長炭などが知られる。主成分有は、ほぼ炭素であり、ごく少量のアルカリ塩を含んでいる。

## 白炭の性質
白炭は硬質で、黒炭より火付けが難しく、黒炭や薪に着火させた後、それを火種として白炭に着火させるのが一般的であり、多くがこの二段階の着火手法を取る。白炭は急加熱させると爆跳が発生しやすく、炭の素材自体も硬質なために注意を要する。
白炭は生成過程での高温処理の結果、黒炭よりも炭素率が高い傾向にあり、低温処理された黒炭よりも余分な燃焼ガスの放出が少ないことから炎や燻煙で食材に焦げ目や雑味が付くことも少なく、焼きもの調理に適していると言われていた。
しかし、近年においては1,000℃に達する高温で処理された黒炭もあり、一概に白炭だけが炭素率が高いとは言い切れない。
なお、オガ炭も製法自体は白炭に似ており、燃焼の性質も白炭に似る。

### 燃料
白炭は黒炭よりも水分やにおいの吸収率が高く、1ヵ月も置いておくと比重が変わってしまう。
そのため、保存状態が悪いと爆跳や煙が発生しやすくなり、危険かつ食材がおいしく焼けなくなるなどの難点がある。白炭はなるべくなら製造所から直接購入し、短期間で使い切るのが好ましい。保管する場合は厚手のビニール袋に密封し、場合によっては乾燥剤を添えるのが適切である。
白炭は黒炭の製炭方法とは異なり、製炭工程の最後で釜に大量の空気を送り、まだ燃えている炭材を釜の外に引き出して高温精錬されるため、低温精錬された黒炭に比較して炭化度が高く、不純物が少ないことから煙は発生しにくいが、急激に熱を加えると爆跳を起こしやすい。

## ブランド
白炭のブランドだが、各地に色々な樹木を使用した炭がある。代表的な白炭には、
- 紀州備長炭（姥目樫・樫）
- 土佐備長炭（姥目樫・樫）
- 秋田木炭（黒炭、白炭共にナラ）

がある。

## 用途
白炭の用途は様々で、他用途に応用できる。
白炭は主にウバメガシ、アオガシ、ナラなどを原料とし、専用の石窯で千度前後の高温で炭化させ、赤熱した状態で窯から掻きだして素灰を掛け急冷させて製造する

### 浄水
白炭には汚れや臭いを取り込む隙間が沢山ある。
それを生かして、飲み水の浄水や下水の再利用に使用されている。

### 消臭、脱臭、除湿
白炭は、沢山の隙間に臭いや湿気を取り込むことが出来る。
また、黒炭に比べ形が壊れにくく、黒炭と比べ量も少しではあるが少なくできる。
また、値段は高くなるが、長持ちし、湿気の呼び戻しが少ないことで床下でも安心して使用できる。

### 調理
白炭は調理にも使用できる。
木炭はアルカリ性であり、ご飯を炊くときなどは米がふっくらと炊きあがる。
天ぷらを揚げる際も、油に入れておけばカラッとおいしく揚がると言われている。
炭は吸着性が良いのでご飯を炊くときに一緒に入れるとお米の旨味成分までも吸着してしまい、サッパリしたご飯になってしまう。そのためお米と一緒に炊かず炊き上がった炊飯器に炭を入れてやると、時間がたっても蒸れ臭さが緩和される。